# Ніа Алі
Ніа Алі (англ. Nia Ali, нар. 23 жовтня 1988) — американська легкоатлетка, яка спеціалузіється в бар'єрному бігу, призерка Олімпійських ігор, чемпіонка світу.

## Виступи на основних міжнародних змаганнях
| Рік  | Змагання                     | Місто          | Місце | Дисципліна             | Примітки |
| ---- | ---------------------------- | -------------- | ----- | ---------------------- | -------- |
| 2011 | Універсіада                  | Шеньчжень      | 1     | 100 метрів з бар'єрами |          |
| 2013 | Чемпіонат світу              | Москва         | 1пф3  | 100 метрів з бар'єрами |          |
| 2014 | Чемпіонат світу в приміщенні | Сопот          | 1     | 60 метрів з бар'єрами  |          |
| 2016 | Чемпіонат світу в приміщенні | Портленд       | 1     | 60 метрів з бар'єрами  |          |
| 2016 | Олімпійські ігри             | Ріо-де-Жанейро | 2     | 100 метрів з бар'єрами |          |
| 2017 | Чемпіонат світу              | Лондон         | 8     | 100 метрів з бар'єрами |          |
| 2019 | Чемпіонат світу              | Доха           | 1     | 100 метрів з бар'єрами | [ 2 ]    |